# Guy Marchand
Guy Marchand (22. května 1937 Paříž – 15. prosince 2023 Cavaillon) byl francouzský filmový herec, zpěvák a hudebník. Ve filmu je držitelem Césara. Jeho hudebními žánry jsou jazz, blues a tango, hraje na klavír, saxofon a klarinet.

## Život a kariéra

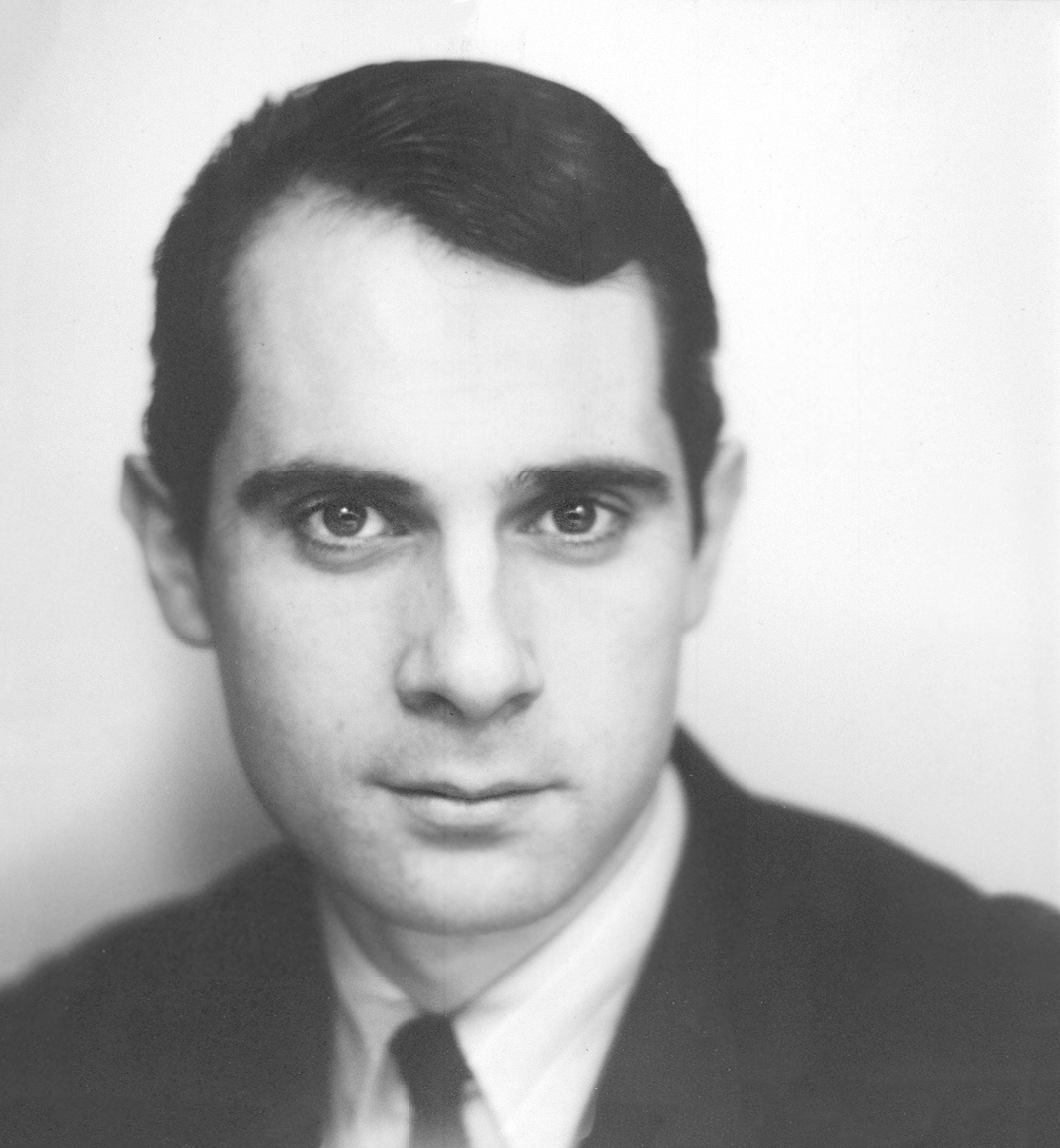
Guy Marchand v roce 1965

Narodil se v devatenáctém pařížském obvodu. Později vstoupil do armády, konkrétně do francouzské cizinecké legie, se kterou se jako výsadkář zúčastnil alžírské války.
Ve filmu debutoval v roce 1971 snímkem Rumový bulvár s Linem Venturou a Brigitte Bardotovou v hlavních rolích. K známějším filmům, ve kterých hrál, patří například Něžné kuře (1978), Svědek (1981), Bezva finta (1985), Prohnilí proti prohnilým (1990) nebo V Paříži (2006). Pouze zřídka hrál hlavní role a známějším se stal spíš ze známých titulů jiných kolegů.
Jako zpěvák a hudebník vydal přibližně dvacet alb. V roce 2007 vydal svou autobiografii Le Guignol des Buttes-Chaumont a pak napsal dva romány, Un rasoir dans les mains d’un singe (2008) a Le Soleil des enfants perdus (2011).
V minulosti byl ženatý s herečkou Béatrice Chatelier.

## Filmografie (výběr)

### Celovečerní filmy
- 1971: Rumový bulvár (Boulevard du Rhum), režie Robert Enrico
- 1972: Hezká holka jako já (Une belle fille comme moi), režie François Truffaut
- 1975: Bratranec a sestřenice (Cousin, cousine), režie Jean Charles Tacchella
- 1976: Velký podvodník (Le Grand escogriffe), režie Claude Pinoteau
- 1978: Něžné kuře (Tendre poulet), režie Philippe de Broca
- 1980: Loulou (Loulou), režie Maurice Pialat
- 1981: Čistka (Coup de torchon), režie Bertrand Tavernier
- 1981: Svědek (Garde à vue), režie Claude Miller
- 1982: Nenapravitelní na prázdninách (Les Sous-doués en vacances), režie Claude Zidi
- 1983: Coup de foudre (Coup de foudre), režie Diane Kurys
- 1983: Mortelle randonnée (Mortelle randonnée), režie Claude Miller
- 1985: Bezva finta (Hold-Up), režie Alexandre Arcady
- 1986: Nenávidím herce (Je hais les acteurs), režie Gérard Krawczyk
- 1987: La Rumba (La Rumba), režie Roger Hanin
- 1987: Utonutí zakázáno (Noyade interdite), režie Pierre Granier-Deferre
- 1990: Prohnilí proti prohnilým (Ripoux contre ripoux), režie Claude Zidi
- 1996: Povolání: Učitel (Le Plus beau métier du monde), režie Gérard Lauzier
- 1996: Rošťák Beaumarchais (Beaumarchais, l'insolent), režie Edouard Molinaro
- 2001: Noční podnik (La Boîte), režie Claude Zidi
- 2006: V Paříži (Dans Paris), režie Christophe Honoré
- 2007: Místo něho (Après lui), režie Gaël Morel
- 2008: Pass (Passe-passe), režie Tonie Marshall
- 2010: Strom a les (L'Arbre et la forêt), režie Olivier Ducastel a Jacques Martineau

### Televize
- 1981: Jacksonina cesta (La Voie Jackson), televizní film, režie Gérard Herzog
- 1991: Nestor Burma (Nestor Burma), televizní seriál, víc režisérů
- 2002: Ohnivé léto (L'Été rouge), televizní seriál, režie Gérard Marx
- 2003: Fargas (Fargas), televizní seriál, víc režisérů
- 2005: Tři ženy za letního večera (3 femmes... un soir d'été), televizní seriál, režie Sébastien Grall
- 2007: Dcera šéfkuchaře (La Fille du chef), televizní film, režie Sylvie Ayme
- 2011: Le Grand restaurant II (Le Grand restaurant II), televizní film, režie Gérard Pullicino

## Ocenění

### César
Ocenění
- 1982: César pro nejlepšího herce ve vedlejší roli za film Svědek

Nominace
- 1981: César pro nejlepšího herce ve vedlejší roli za film Loulou
- 1984: César pro nejlepšího herce ve vedlejší roli za film Coup de foudre
- 1988: César pro nejlepšího herce ve vedlejší roli za film Utonutí zakázáno
- 2007: César pro nejlepšího herce ve vedlejší roli za film Dans Paris

### Jiná ocenění
- 2012: Prix Jean Nohain za knihu Le Soleil des enfants perdus